# Hungary’s Got Talent
A Hungary’s Got Talent a brit formátum licencszerződésén alapuló Got Talent tehetségkutató magyar változata, melynek első évadát 2015. október 10-től sugározta az RTL Klub. A tehetségkutató célja, hogy bármilyen kategóriában tehetségesnek mutatkozó versenyzőket segítse a céljuk megvalósításban, hogy országszerte sikeresek és ismertek legyenek.
A műsor válogatókból, elődöntőkből és egy fináléból áll. A műsorvezetők, a brit változathoz hasonlóan egy férfi duó Dombóvári István és Sebestyén Balázs voltak. A zsűrit Linczényi Márk, Kovács Patrícia, Horgas Eszter és Csuja Imre alkotta. A döntőben jelentették be, hogy 2016 őszén elindul az X-Faktor hatodik évada.

## A műsorról
A műsorba 4 éves kortól lehet jelentkezni, műfaji megkötés nélkül bármilyen versenyszámmal.
A tehetségkutató válogatásokból, elődöntőkből és egy fináléból áll. A válogatások alatt a zsűri asztalán található négy piros és egy arany színű gomb. A zsűri tagjai bármely előadás közben megnyomhatják a piros gombot, ha egy versenyzőt mind a négy zsűritag piros gombbal "jutalmaz", akkor számára ott véget ért a verseny. Az aranygombot minden évben csak egyszer nyomhatja meg minden zsűritag és egyszer a műsorvezetők is, amelyik 5 versenyző elnyeri az aranygombot, automatikusan továbbjut a középdöntőkbe.

## Évadok
| Évad      | Kezdet            | Finálé             | Győztes              | 2. helyezett | 3. helyezett    | Műsorvezetők                      | Zsűri                                                   |
| --------- | ----------------- | ------------------ | -------------------- | ------------ | --------------- | --------------------------------- | ------------------------------------------------------- |
| Első évad | 2015. október 10. | 2015. december 19. | Dirty Led Light Crew | Badár Tamás  | Molnár Nikolett | Dombóvári István Sebestyén Balázs | Linczényi Márk Kovács Patrícia Horgas Eszter Csuja Imre |

## Zsűri és műsorvezetők
A zsűri négy tagból áll, az első évadban Csuja Imre színész és szinkronszínész, Horgas Eszter fuvolaművész, Kovács Patrícia színésznő és Linczényi Márk a The KOLIN nevű magyar, de angolul éneklő szintipop-indie rock együttes frontembere.
A műsorvezetői feladatokat, az angol változathoz hasonlóan egy férfi duó látta el az első évadban, Dombóvári István és Sebestyén Balázs személyében.